# ناقوس الموت
ناقوس الموت هو رنين الناقوس (جرس الكنيسة) للإعلان عن الوفاة فور حدوثها. تاريخيًّا كان هناك ثلاثة نواقيس تدور حول الموت، الأول هو جرس المرور للتحذير من وشوك واقتراب الموت، وآخرها كان الجرس الليخي أو جرس الجثة، والذي يُقرَع حتى اليوم لتحصيل الجنازة.

## التقاليد الإنجليزية
في إنجلترا، كانت العادة القديمة هي دق الأجراس في ثلاث مرات محددة قبل وبعد الموت. وفي بعض الأحيان، يبدأ بدق جرس عابر عندما يكون الشخص في حالة الاحتضار، ثم جرس الموت عند الوفاة، وأخيرًا الجرس الليخي، الذي يُدَق في الجنازة مع اقتراب الموكب من الكنيسة. رن جرس الليخي يُعرَف الآن بتحصيل الجنائز. كما سمح القانون الكنسي لكنيسة إنجلترا بجمع الرسوم بعد الجنازة.
في عهد هنري الثامن وإليزابيث الأولى، نُظِّمَت قوانين ناقوس الموت، لكن الرنين المباشر بعد الموت أصبح مهجورًا. كان من المعتاد في بعض الأماكن بحلول نهاية القرن التاسع عشر أن يُدَق ناقوس الموت بمجرد أن يصل الإشعار إلى كاتب الكنيسة (كاتب الأبرشية)، ما لم تكن الشمس قد غربَت، وفي حالة الغروب كانت تُدَق في وقت مبكر من صباح اليوم التالي. وفي الأماكن الأخرى، كان من المعتاد تأجيل ناقوس الموت والمُحصِين إلى مساء يوم الجنازة، أو في وقت مبكر من صباح يوم الجنازة لشد الانتباه للحدث.
يُشار كذلك إلى استخدام الناقوس للمرضى في إعلانات الملكة إليزابيث في عام 1564: «عند مرور جثمان أي مسيحي، يُدَق الناقوس، والقسِّيسة تُدعى خِصِّيصًا لتهدئة المرضى»

## آداب دق الناقوس
اختلفت طرق دف النواقيس في مختلف الأبرشيات. في بعض الأحيان، كان عمر المغادرين يشير إلى عدد دقات الجرس، ولكن استخدام المُحصِين للدلالة على الجنس كان عالميًا تقريبًا. على سبيل المثال، في العدد الأكبر من الكنائس في مقاطعتي كنت وسري، استخدم المُحصُون العدد المعتاد لدق الجرس، أي ثلاث مرات دقات للرجل، ودقتين اثنتين للمرأة؛ مع استخدامات مختلفة للأطفال. وتغيرَت المرادفة الإنجليزية للمُحصين من (Tellers) إلى (Tailors). وصف ج. سي. ستالشميت الممارسات في كل كنيسة من مقاطعتَيْ كنت وسري في كتابَيْه عن النواقيس.

## أجراس نصف مكتومة

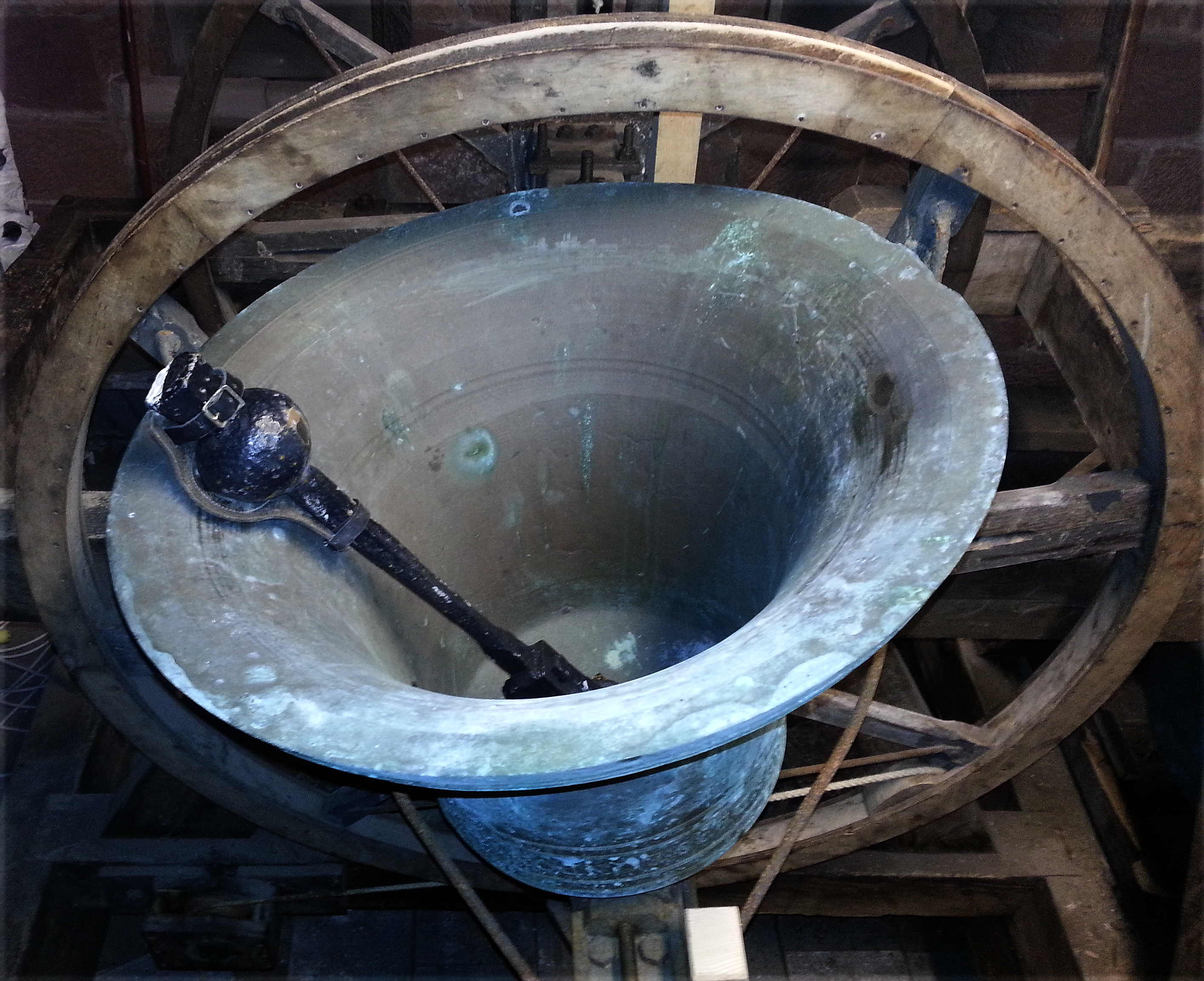
الجرس النصف مكتوم يأتي بدائرة كاملة على الطراز الإنجليزي مع مِصفَق. يُوضَع كاتم جلدي على جانب واحد فقط من كرة المِصفَق. هذا يعطي ضربةً ذات صوت عالٍ، ثم ضربةً ذات صوت مكتوم بالتناوب. يظهر الجرس معكوسًا في "وضعية الراحة". وعادةً ما يتم استخدام الأجراس النصف مكتومة في الجنازات ومناسبات التذكر والحداد.

من التقاليد الحديثة في الجنازات وجود أجراس ذات حلقات كاملة وتُستخدَم نصف مكتومة" عند دق جرس كجرس مرصوف، أو جعلها ترن في تغيير. إن كتم الصوت الصوت يعني وضع كاتم جلدي على جانب واحد فقط من المِصفَق لكل جرس بحيث يكون هناك ضربة "مفتوحة" عالية تليها ضربة مكتومة، والتي لها تأثير صدى رنان وحزين للغاية. رنين الجرس المكتوم بالكامل نادر جدًا نظرًا لفقدان التأثير الصاخب والناعم.
تم عرض مثال ممتاز على ذلك باستخدام أجراس دير وستمنستر في جنازة الأميرة ديانا، أميرة ويلز، في عام 1997.
تُظهر الصورة المصاحبة جرسًا نصف دائري ونصف مكتوم، مع وضع الجرس في الوضع المقلوب (أو الموضع «الأعلى»). يظهر المِصفَق مرتاحًا على الجانب السفلي من صوت الجرس، وعندما يدور لأول مرة (إلى اليمين في الصورة)، سيُدق الجانب غير المكتوم من المِصفَق عندما يرتفع الجرس إلى الوضع المقلوب ويتحرك المِصفَق أسرع ويعبر إلى الجانب الآخر. وفي ضربة العودة يحدث نفس الشيء ولكن سيتم كتم وإخماد الضربة. لاحظ أن الأجراس التي تتأرجح عبر قوس كبير أو دائرة كاملة يمكن أن تكون نصف مكتومة، لأنها تتطلب دورانًا كبيرًا للجرس، للضرب على جانبَي المِصفَق. التقليد السائد في المملكة المتحدة هو استخدام الأجراس المكتومة بالكامل فقط لموت شخصية ذات سيادة.

## طالِع أيضًا
- جرس الميت

## روابط خارجية
- يوم الهدنة 2016، في سانت بيز، في كمبريا، على اليوتيوب: مثال لرنين ناقوس إنجليزي ذي حلقة دائرية كاملة، تُدق ثمانية أجراس أولية، ثم جرس واحد.